# Touriseum
Das Touriseum (kurz für Südtiroler Landesmuseum für Tourismus) liegt im Schloss Trauttmansdorff im Meraner Ortsteil Obermais im Burggrafenamt. In verschiedenen Räumen wird die Geschichte des Tourismus in Südtirol veranschaulicht. Die 20 Räume sind so angeordnet, dass der Besucher im Jahr 1750 beginnt und in der Gegenwart aufhört.

## Geschichte
Nach mehreren Besitzerwechseln erwarb 1977 das Land Südtirol das inzwischen baufällige Schloss, die Landesverwaltung richtete nach 1990 auf dem Gelände um das Schloss in einen Botanischen Garten und im Schloss, das von Grund auf saniert wurde, das Touriseum ein. Die Gärten von Schloss Trauttmansdorff wurden im Sommer 2001, das Touriseum im Frühjahr 2003 eröffnet. Pro Saison ziehen Touriseum und Botanischer Garten 270.000 Besucher an. 67 % der Besucher stammen aus Deutschland, der Rest aus Italien und anderen europäischen Ländern.

## Die Dauerausstellungen
Das Touriseum erzählt in der Dauerausstellung in chronologischer Reihenfolge und in drei Sprachen (Deutsch, Italienisch und Englisch) die Geschichte des Tourismus in Tirol und Südtirol von 1750 bis zur Gegenwart. Verschiedenste Aspekte des Tourismus werden aufgegriffen: die Sichtweise der Einheimischen und deren Umgang mit dem Wandel des Tourismus, die Entstehung und Veränderungen der Lebensräume und der Menschen durch den Tourismus.
Der interaktive Parcours beginnt in einer Felspassage, die die Überquerung der Alpen im 19. Jahrhundert mit der Kutsche darstellt. Mit der Brennerbahn wurde das Reisen ab 1867 schneller und bequemer. Diese Zeit wird durch einen imitierten Eisenbahnwagen, durch den der Besucher im Touriseum durchgeht, dargestellt. Die Ankunft der Touristen in Tirol war nicht nur mit der Gründung von Verschönerungsvereinen verbunden, sondern auch mit zahlreichen Auseinandersetzungen mit dem Klerus, der den Tourismus als Gefahr für die Moral im heiligen Land Tirol aufnahm. Die Bahnstrecke brachte zunehmend mehr Kurgäste und Bergsteiger ins Land. Es folgte die Erschließung der Berge mit Schutzhütten.
Ein erster Höhepunkt des Tourismus war um 1900 zu verzeichnen. Das südliche Tirol war zum »Südbalkon der Monarchie« geworden und viele Mitglieder der »besseren Gesellschaft« Europas kamen zur Kur. Damit entstanden zahlreiche Grandhotels, wie beispielsweise das Karerseehotel. Doch mit dem Ersten Weltkrieg wurde das Ferienziel zum Kriegsgebiet und ging an die nördlichste Provinz Italiens über. In den 1930er Jahren wurde mit den Bergfilmen von Luis Trenker das Skifahren populär, doch war dieser Aufschwung mit der Option und dem Zweiten Weltkrieg schließlich wieder vorbei.
Der Parcours verläuft weiter in die 1950er Jahre und der Verbreitung des Automobils. Dadurch reisten vermehrt deutsche Touristen nach »Bella Italia«. Die Bauern auf dem Land erkannten die Chance und begannen die Touristen in Fremdenzimmer einzuquartieren und zu bewirtschaften. Eine typische Stube stellt im Parcours diese Zeit dar, gefolgt von einem Tunnel, der Autobahn, durch den der Besucher in eine modernere Hotelhalle im Stil der Siebziger mit viel Plüsch gelangt. Dies ist die Zeit in der sich das Landschaftsbild stark durch den Bau von Pensionen und Hotels veränderte. Die letzten drei Räume zeigen die markantesten Veränderungen der letzten 15 Jahre im Urlaubsland Südtirol auf, aus der Sicht der Reisenden sowie der Bereisten. Am Ende des Parcours kommen noch einmal die Akteure des Tourismus zu Wort, die von dem Filmemacher Karl Prossliner in einer Videoprojektion zusammengefasst sind.
Im zweiten Stock befinden sich schließlich die historischen Räume mit den Sissi-Räumen und dem Deustersaal. Hier ist eine Dauerausstellung den ehemaligen Bewohnern von Schloss Trauttmansdorff gewidmet.

## Konzept
Das Touriseum wurde entwickelt von: Tacus & Didonè, Bozen (Architektur), Gruppe Gut Graphics, Bozen (Grafik/Art direction), Josef Rohrer, Meran (Inhalt/Texte), Paul Rösch, Direktor des Touriseums, Meran (Koordination).

## Philosophie
Das Touriseum ist das erste Museum im Alpenraum, das sich umfassend und ausschließlich dem Tourismus widmet. Es zeigt abwechselnd aus der Perspektive der Einheimischen und der Gäste, wie der Tourismus nach Tirol gekommen ist und wie er das Land und seine Bewohner verändert hat. Auf eine vergnügliche, unterhaltsame und witzige Art und Weise sollen die Besucher den Tourismus kennenlernen.

## Ausstellungen
- 2001: Schachzüge – Le mosse – Kurhaus Meran
- 2003: Touristische Plakate
- 2004: Der Blick aus der Ferne
- 2004: Mythos Gastwirtin – Il mito dell’albergatrice (Emma Hellenstainer)
- 2005: Spuren – Tracce
- 2006: »Orient all inclusive«
- 2007: Grand Hotel – Bühne der Literatur
- 2009: Der mit dem Bart… Andreas Hofer Tourismusheld?!
- 2011: A la carte! – Die Geheimnisse der Speisekarte
- 2011: »Sie wünschen? Desidera?«
- 2012: WC-ART: PostKartenIdylle im Stillen Örtchen
- 2012: Das Klo auf Reisen
- 2012: Vorhang auf!
- 2013: Urlaub_2.0
- 2015: Tourismus & Krieg
- 2015/2016: Meran – St. Petersburg. Die Russen kommen!
- 2017/2018: Auf die Pässe, fertig, los!
- 2020: Du lieber Himmel, Milena, wenn Sie hier wären (100 Jahre Franz Kafka in Meran)
- 2021/2022: Packen, schleppen, rollen
- 2023 Reisebekanntschaften und We need You
- 2024 Die Zukunft des Reisens[3]

## Bildergalerie

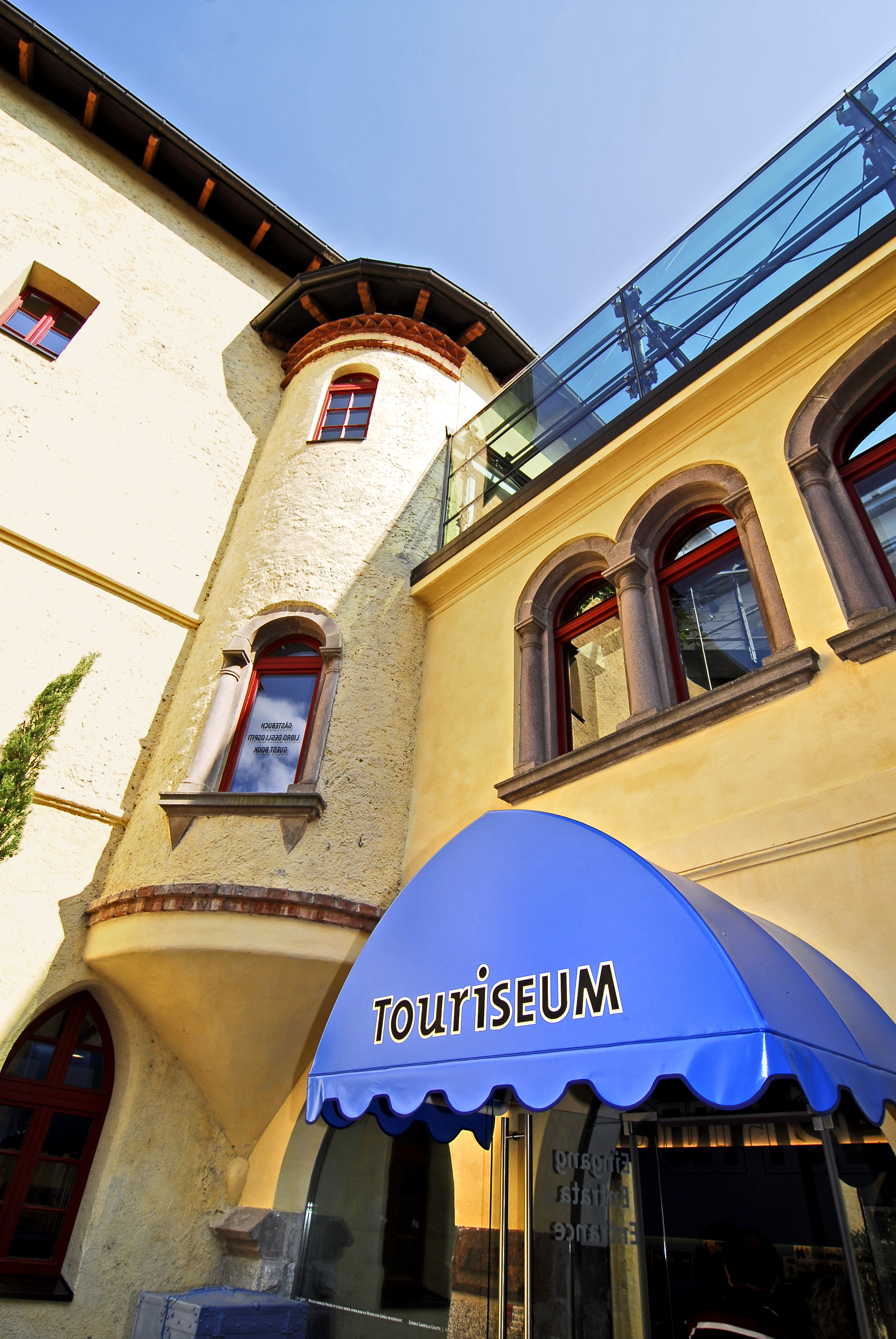
Eingang Südtiroler Landesmuseum für Tourismus
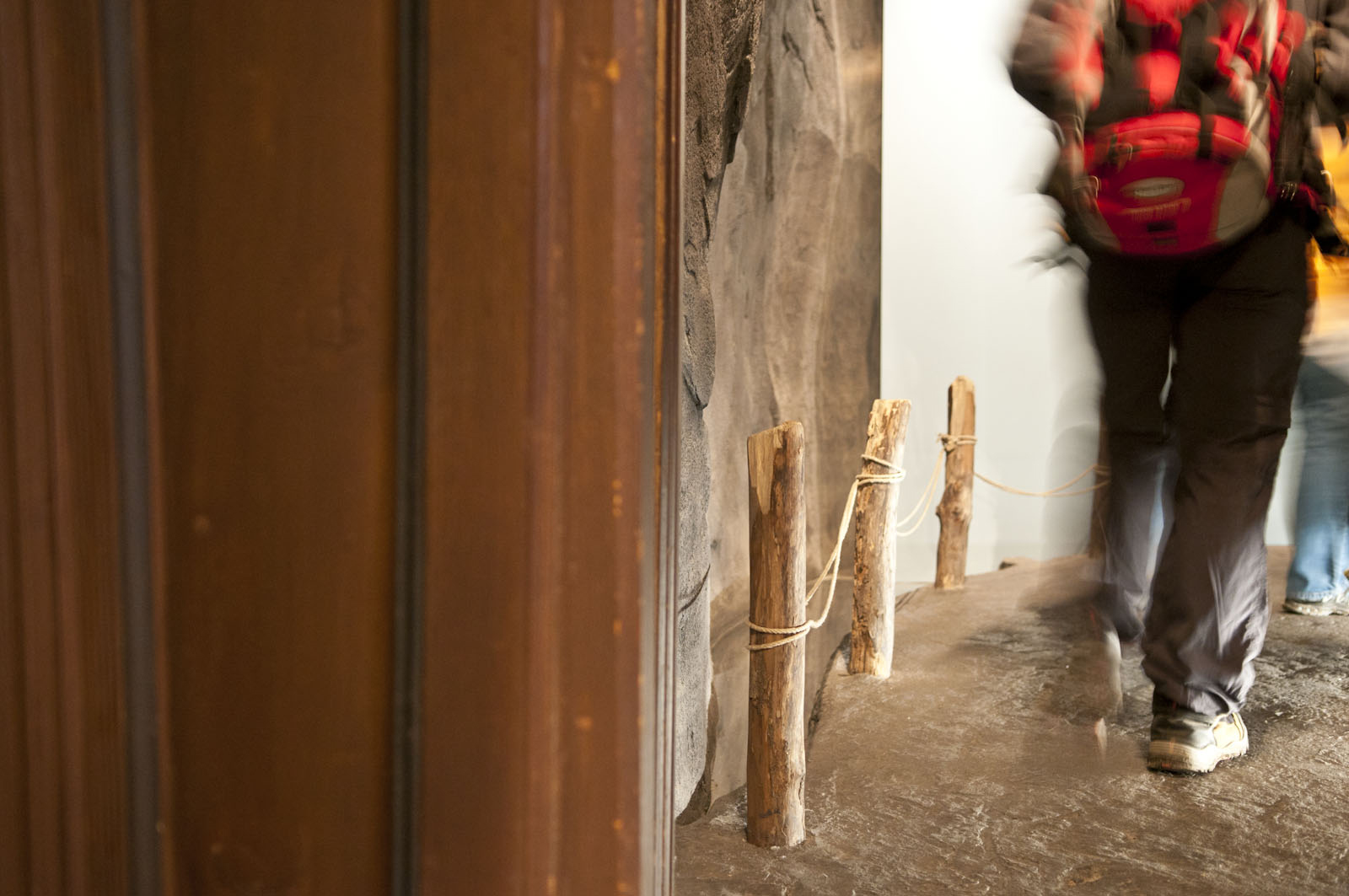
1750 – die Zeitreise beginnt
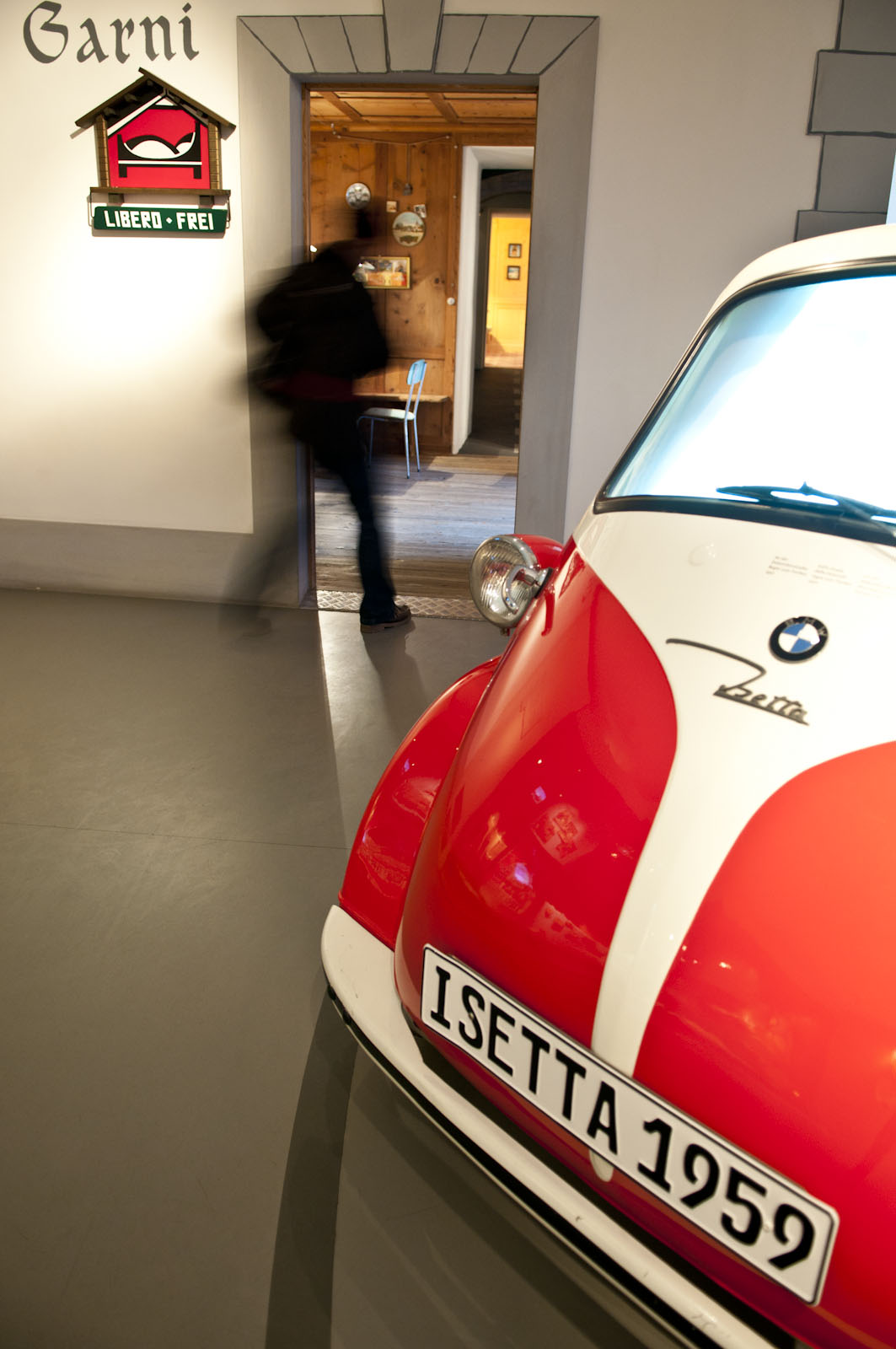
Isetta und Lambretta
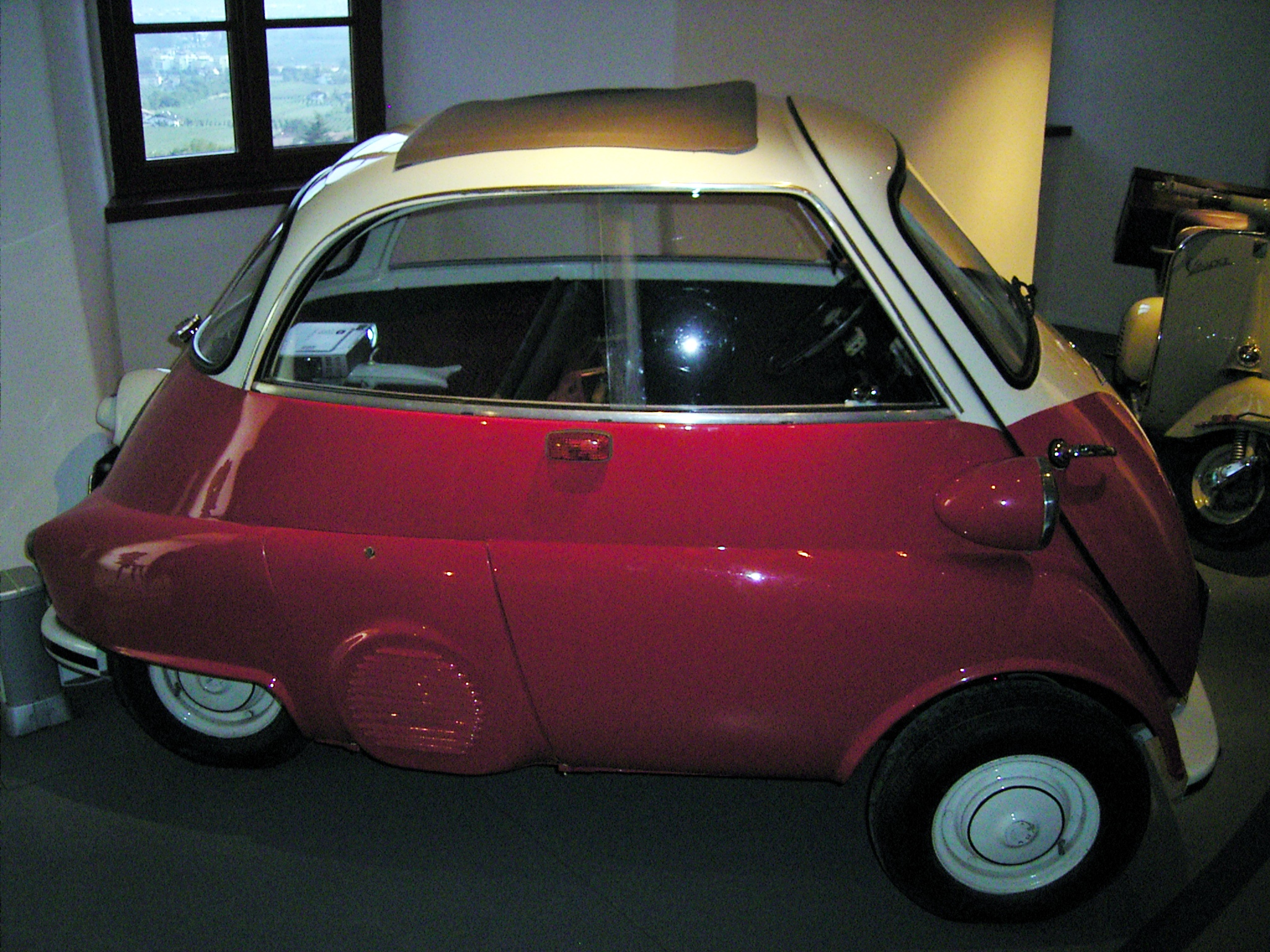
BMW Isetta im Touriseum
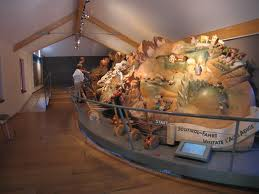
Südtirolspiel
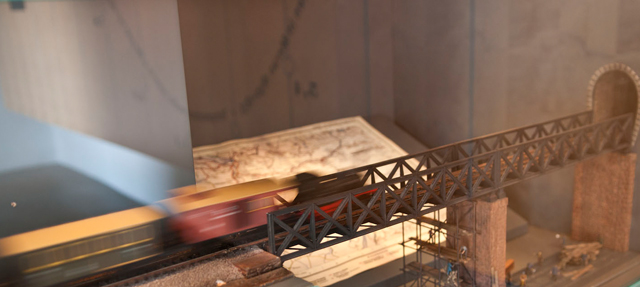
Eisenbahnmodell
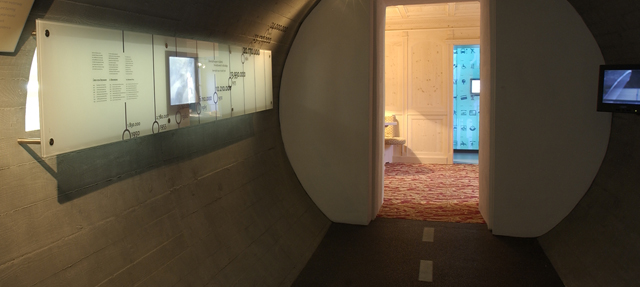
Brennerautobahn

## Die Gärten von Schloss Trauttmansdorff
Die Gärten von Schloss Trauttmansdorff, die sich rund um das Schlossgelände mit zwölf Hektar ausbreiten, zeigen Natur- und Kulturlandschaften aus aller Welt, botanische Raritäten, Themengärten sowie lokale Vegetationsbilder des Landes Südtirols. Die botanische Gartenwelt teilt sich in vier Bereiche ein: die Waldgärten, die Sonnengärten, die Wasser- und Terrassengärten sowie die Landschaften Südtirols. Wer den Eintritt zu den Gärten erwirbt, kann auch das Touriseum besuchen.